# 1824 en Grèce ottomane
Chronologie de la Grèce ottomane
- 1820
- 1821
- 1822
- 1823
- 1824
- 1825
- 1826
- 1827
- 1828

Cette page concerne les évènements survenus en 1824 en Grèce ottomane  :

## Événement
- Guerre d'indépendance grecque (1821-1829).
- Guerre civile grecque (1823-1825)
- juin : Massacre de Kassos
- août : Bataille de Gérondas

## Création
- Académie ionienne
- Efimerís ton Athinón, premier quotidien publié à Athènes.
- Palais de Saint-Michel et Saint-Georges à Corfou.
- Parti français

## Naissance
- Élena Ángri, chanteuse lyrique grecque d'origine italienne.
- Theódoros Koundouriótis (el), personnalité politique.
- Geórgios Mílisis (el), personnalité politique.
- Geórgios Miniátis (el), peintre.
- Marko Pascha (tr), médecin, l'un des fondateurs du Croissant-Rouge et recteur de l'École de médecine impériale ottomane.
- Athanásios Sífyros (el), acteur.
- Ioánnis Skaltsoúnis (el), personnalité politique.
- Geórgios Stamatélos (el), militaire.
- Aristotélis Valaorítis, poète et personnalité politique.

## Décès
- Panagiótis Bótasis, combattant pour l'indépendance et personnalité politique.
- Silver Fransevitch Broglio (ru), chevalier de Casalborgone.
- Jérémie IV de Constantinople, patriarche de Constantinople.
- Geórgios Kalarás, combattant et personnalité politique.
- Pános Kolokotrónis (el), révolutionnaire.
- Lord Byron, poète britannique.
- Georgákis Mourdoukoútas (d), héros de la Grèce.